# Morone chrysops

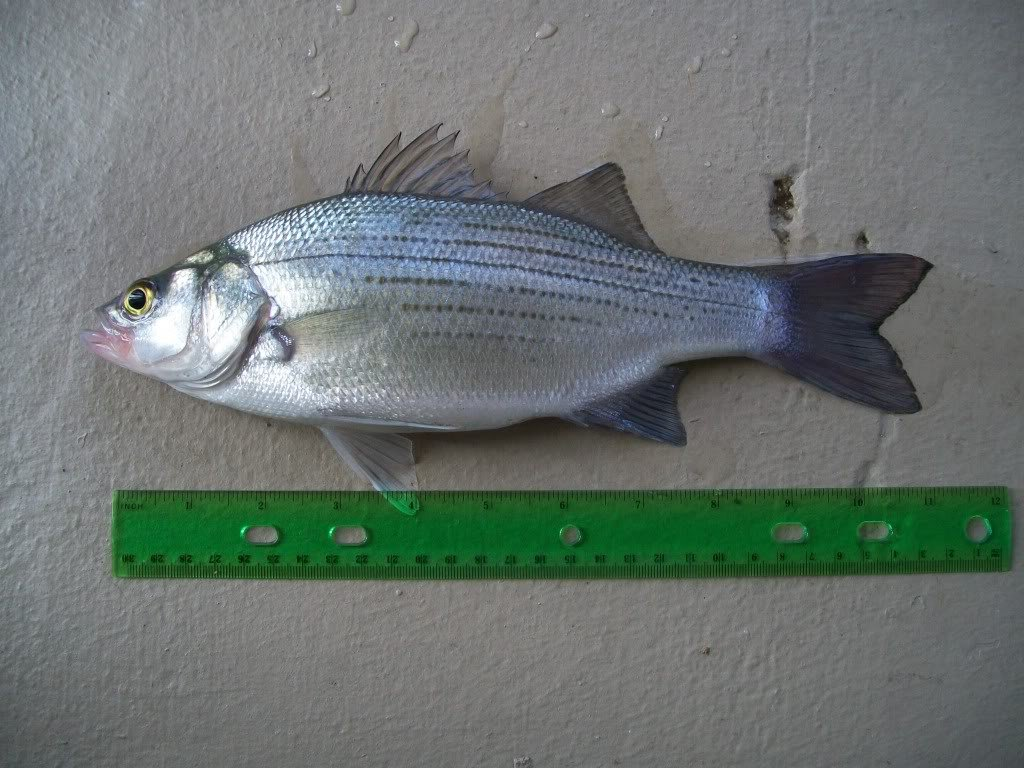
Exemplar mascle capturat al riu White (Arkansas).

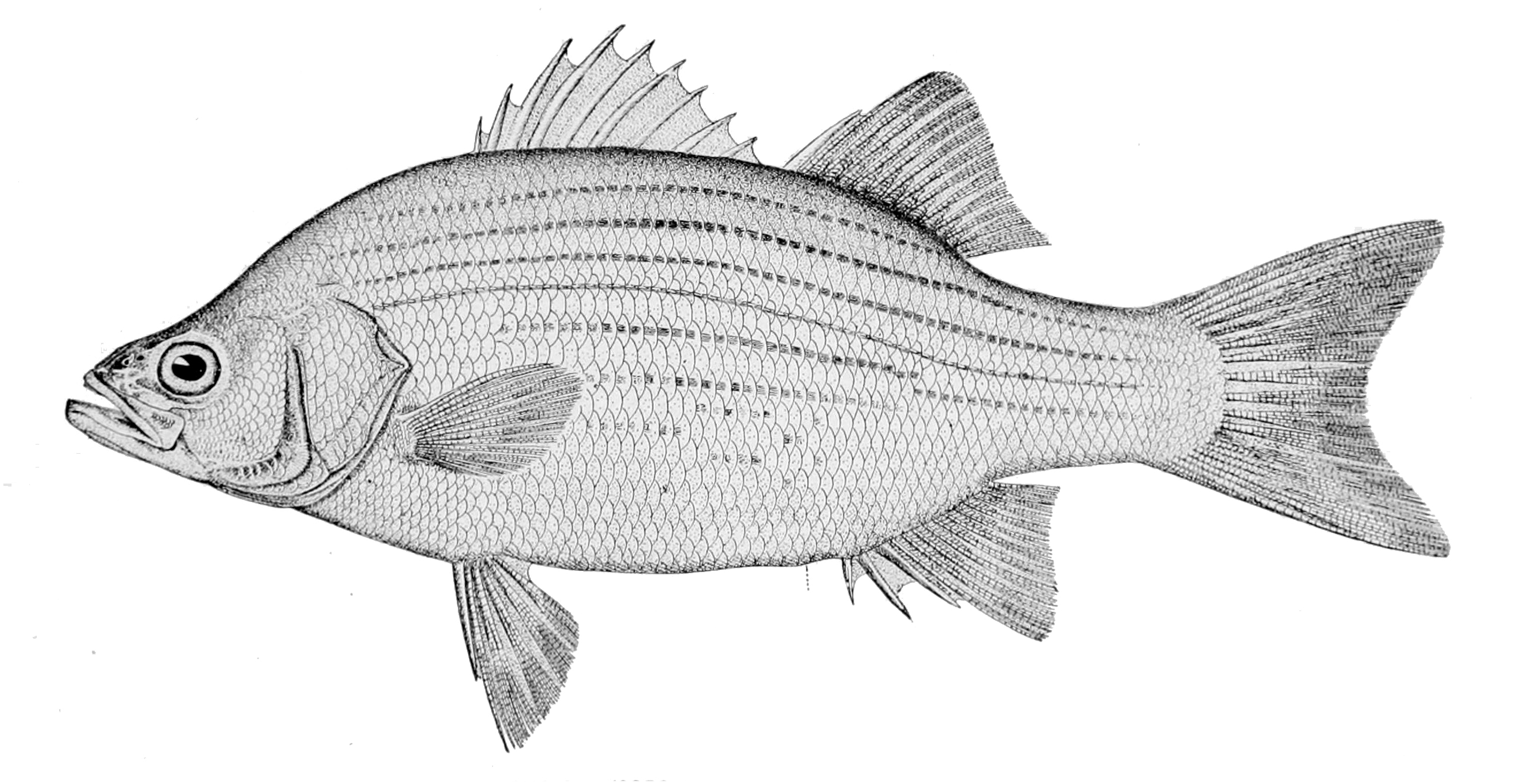
Il·lustració del 1910

Morone chrysops és una espècie de peix pertanyent a la família dels morònids.

## Descripció
- Pot arribar a fer 45 cm de llargària màxima[3] (normalment, en fa 31,8)[4] i 3.090 g de pes.[5]
- És de color gris argentat amb el ventre i el pit més clars i el dors d'argentat a negre.
- Té nombroses i estretes línies fosques ininterrompudes al llarg dels seus flancs que, de vegades, són incompletes per sota de la línia lateral.
- Mandíbula inferior prominent.
- La boca s'estén fins al nivell dels ulls.
- Línia lateral amb 51-60 escates.
- L'aleta dorsal té 12-14 radis, l'anal 11-13 i les pectorals 15-17.
- Té entre 20 i 25 branquiespines.
- Presenta dimorfisme sexual: les femelles són més grosses que els mascles.[6][7][8]

## Reproducció
La femella pon fins a més de mig milió d'ous adhesius en el fons mentre espera la fertilització del mascle. Després d'això, els adults abandonen els ous i tornen a aigües més fondes. Els ous es desclouen aproximadament dos dies després de la fecundació i les larves ràpidament mostren el mateix comportament grupal dels adults. La maduresa sexual s'assoleix al voltant de dos anys després de l'eclosió en les poblacions meridionals, mentre que en les poblacions septentrionals aquest període pot ésser més llarg.

## Alimentació
Els joves mengen petits invertebrats (com ara, cladòcers, copèpodes i larves de mosquit), mentre que els adults es nodreixen de peixos.

## Depredadors
Als Estats Units és depredat per Morone americana. El canibalisme hi és present.

## Hàbitat
És un peix d'aigua dolça, demersal, potamòdrom i de clima temperat (60°N-22°N), el qual viu a llacunes, llacs i gorgs de rius grans i petits.

## Distribució geogràfica
Es troba a Nord-amèrica: les conques dels Grans Llacs d'Amèrica del Nord, del riu Sant Llorenç, de la badia de Hudson (el riu Red) i del riu Mississipi des del Quebec fins a Manitoba i Louisiana. També és present des del riu Mississippí a Louisiana fins al Río Grande (Texas i Nou Mèxic). És molt abundant als rius Mississippí, Missouri i Ohio.

## Ús comercial i gastronòmic
És popular entre els afeccionats a la pesca esportiva i la seua carn apreciada com a aliment.

## Observacions
És inofensiu per als humans i la seua esperança de vida és de 9 anys.